# Antidesma platyphyllum
Antidesma platyphyllum là một loài thực vật có hoa trong họ Diệp hạ châu. Loài này được H.Mann mô tả khoa học đầu tiên năm 1867.

## Hình ảnh

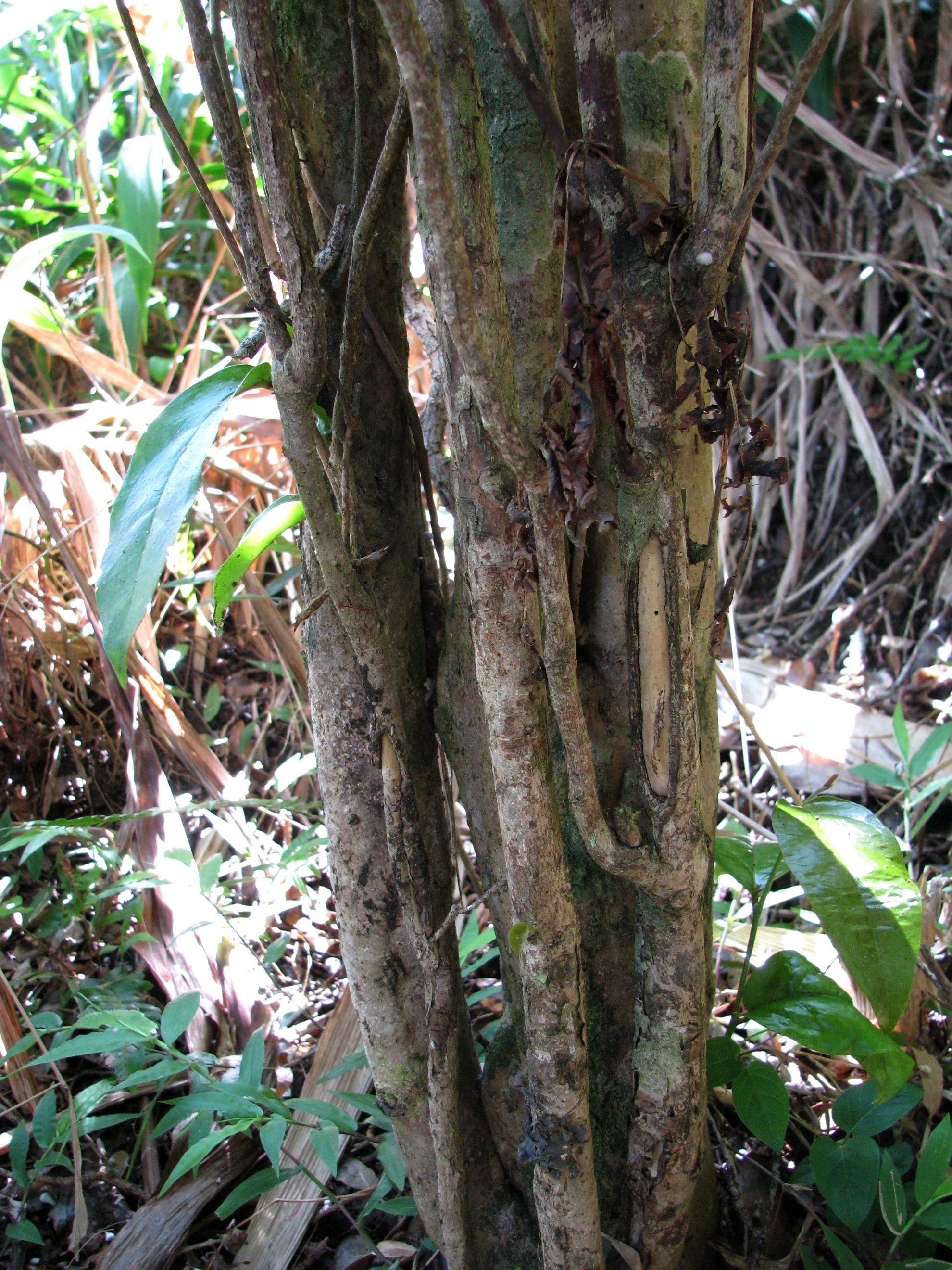
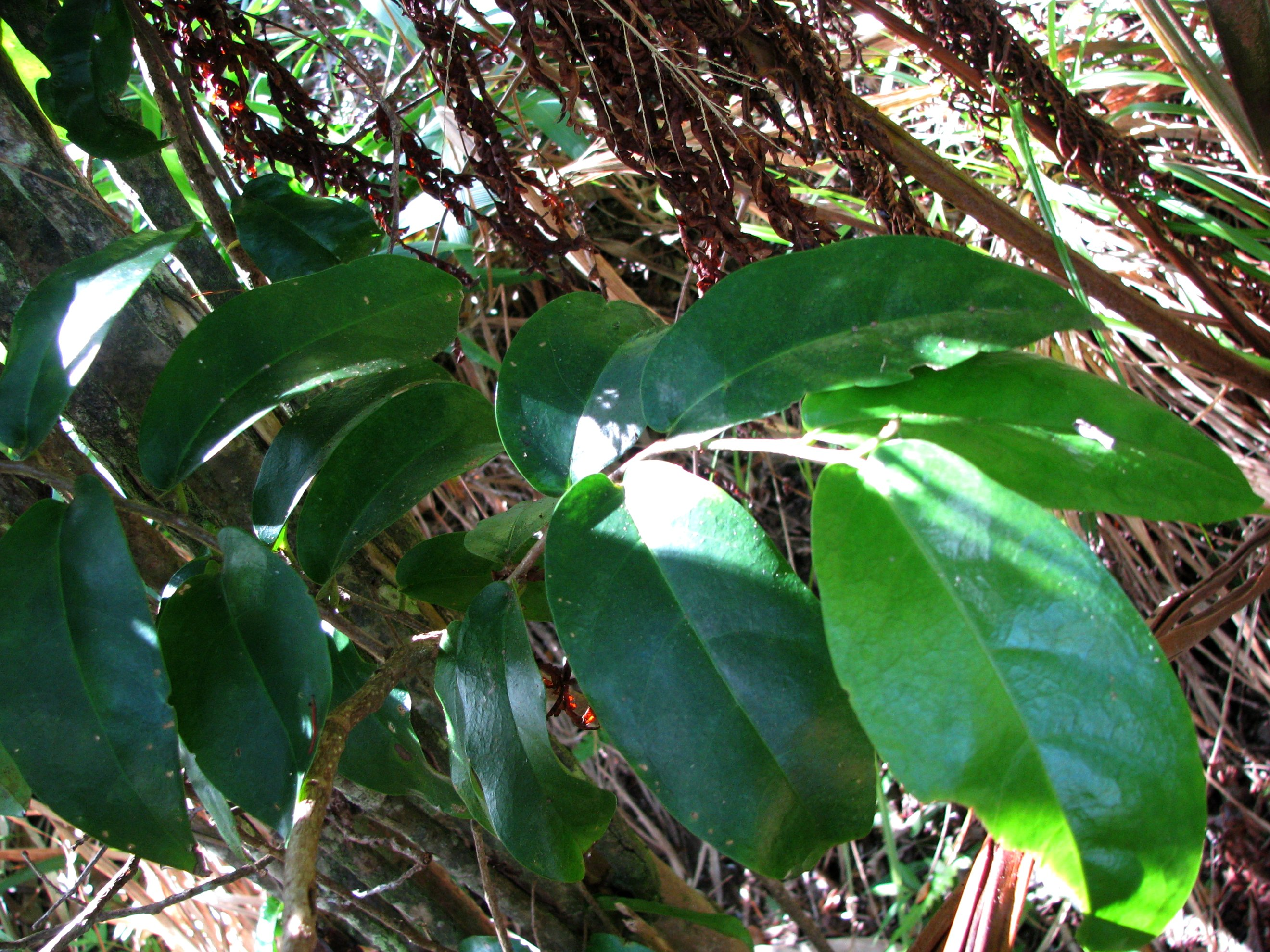
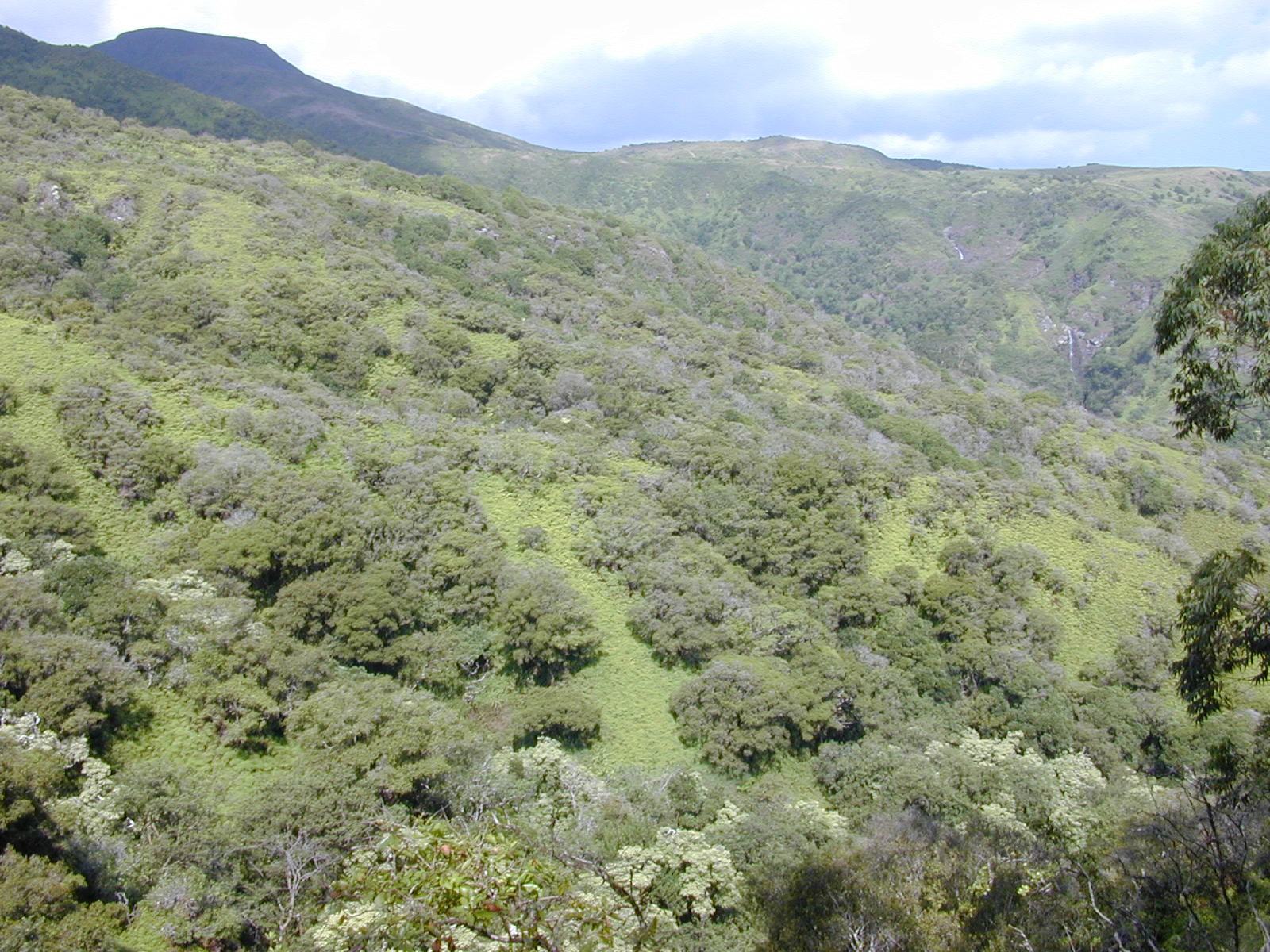